# Litoria littlejohni
Litoria littlejohni är en groddjursart som beskrevs av White, Whitford och Mahony 1994. Litoria littlejohni ingår i släktet Litoria och familjen lövgrodor. IUCN kategoriserar arten globalt som livskraftig. Inga underarter finns listade i Catalogue of Life.